# Odraz (konference)
Odraz byla česká konference o larpu. Konference byla založena na putovním konceptu, tzn. místo konání i organizační skupina každého ročníku se lišilo. Poprvé se konference konala v roce 2008 v Brně pod záštitou sdružení Court of Moravia. Pilířem konference bylo heslo "O tvorbě pro hráče, o teorii pro tvůrce, o hře pro teoretiky."

## Ročníky
- Odraz 2008, Brno, Court of Moravia, o.s.
- Odraz 2009, Praha, Prague by Night
- Odraz 20 10, Štědronín, Tempus Ludi, o.s.
- Odraz 2.11, Horní Bradlo, Mad Fairy, o.s.
- Odraz 2012, Středisko Vyhlídka - Blansko, Moravian LARP

## Sborníky
Výstupem z konference Odraz býval sborník doprovázející jednotlivé ročníky. Sborníky byly v omezeném nákladu vydávány v tištěné podobě a jsou dostupné v elektronické podobě na internetu.
- Archivovaná kopie. In: GOTTHARD, Pavel. Odraz tváře českého larpu. Brno: [s.n.], 2008. Dostupné v archivu pořízeném dne 2014-10-02. Archivováno 2. 10. 2014 na Wayback Machine.
- Archivovaná kopie. In: MALEČEK, David; WEBERSCHINKE, Jakub. Odraz tváře českého larpu. [s.l.]: Prague by Night, 2009. Dostupné v archivu pořízeném dne 2014-10-02. ISBN 978-80-254-4564-8. Archivováno 2. 10. 2014 na Wayback Machine.
- Archivovaná kopie. In: VESELÝ, Lukáš. Rozlety. Brno: Tempus Ludi, 2010. Dostupné v archivu pořízeném dne 2014-10-02. ISBN 978-80-254-6721-3. Archivováno 2. 10. 2014 na Wayback Machine.